# Sigismund Gelenius
Sigismund Gelenius (1497 à Prague - 1554) (Sigismond Gelenius, Sigismund Gelen ou Sigmund Gelen, Zikmund Hrubý z Jelení) était un intellectuel et humaniste tchèque.
Il a, entre autres, traduit des œuvres d'Érasme, Pétrarque et Cicéron dans sa langue, puis, en Latin, De la vie contemplative de Philon d'Alexandrie, Secundi Historiae mundi de Pline l'Ancien en 1549 et Contre Apion de Flavius Josèphe,.